# Château de Courtomer
Le château de Courtomer est une demeure qui se dresse sur le territoire de la commune française de Courtomer, dans le département de l'Orne, en région Normandie.
Le château et l'ancien temple protestant sont partiellement inscrits aux monuments historiques.

## Localisation
Le château est situé, approximativement au centre d'un triangle formé par Argentan (au nord-ouest), L'Aigle (au nord-est) et Alençon (au sud-ouest), à 800 m au nord-ouest de Courtomer, dans le centre-est du département français de l'Orne.

## Historique
Le château féodal, qui a précédé l'établissement du château actuel en ce lieu, fut la possession de Léonore Le Beauvoisien, qui à la suite de son mariage avec Artus Simon devient baron de Courtomer. C'est ce dernier qui obtint le 25 mars 1585, par lettres patentes, d'Henri III, le droit de rajouter la particule Saint à son nom. Ces lettres patente seront enregistrées au Parlement de Rouen le 8 mars 1586,.
Le château actuel est construit au XVIIIe siècle, entre 1787 et 1789, sur les ruines du château médiéval dont il a conservé les caves. Les travaux furent arrêtés par la Révolution française puis repris ensuite. L'ancien et le nouveau château furent longtemps la propriété de la famille Saint Simon, qui portait le titre de baron puis de marquis de Courtomer.
En 1905, le château fut racheté par le comte de Pelet et la vicomtesse de Brimont, parents éloignés de la famille Saint Simon.
En 2005, la famille Bonner racheta le château et il sert annuellement de lieu de conférence pour la maison d'édition Bonner. Il est également une maison d'hôtes et disponible à la location. 

## Description
Construit dans un style classique, le château reprend les plans de l'hôtel de la Monnaie de Paris.

## Protection aux monuments historiques
Au titre des monuments historiques :
- les façades et toitures ; l'escalier d'honneur avec sa rampe et le parquet de marqueterie du fumoir sont inscrits par arrêté du 29 mars 1967 ;
- les façades et toitures de l'ancien temple protestant dit l'habitacle, dépendant du château sont inscrits par arrêté du 11 avril 1973.